# Cesare Zerba

Cesare Zerba (Castelnuovo Scrivia, 15 april 1892 – Rome, 11 juli 1973) was een Italiaans geestelijke en kardinaal van de Katholieke Kerk. 
Zerba bezocht het kleinseminarie van Stazzano en het grootseminarie van Tortona. Hierna studeerde hij aan het Pauselijke Athenaeum San Apollinare in Rome en aan de Universiteit van Pavia. Hij werd op 4 juli 1915 priester gewijd. Hij diende vervolgens tijdens de Eerste Wereldoorlog als aalmoezenier in het Italiaanse leger. Vanaf 1919 werkte hij als pastoor in Rome, terwijl hij vanaf 1924 ook medewerker werd van de Congregatie voor de Riten werd. Hij werd door paus Pius XI achtereenvolgens benoemd tot kamerheer in buitengewone dienst en Huisprelaat. In 1939 werd hij ondersecretaris van de Ritencongregatie. Dit zou hij bijna twintig jaar blijven, tot paus Johannes XXIII hem op 18 december 1958 benoemde tot secretaris van diezelfde congregatie. Als zodanig fungeerde hij als rechterhand van de prefect Benedetto Aloisi kardinaal Masella. 
Op 28 augustus 1962 benoemd Johannes hem tot titulair aartsbisschop van Colossae. De paus zelf wijdde hem in de Sint-Jan van Lateranen, waarbij Francesco Carpino en Pietro Parente de medewijdende bisschoppen waren.
Tijdens het consistorie van 22 februari 1965 creëerde paus Paulus VI hem kardinaal. De Nostra Signora del Sacro Cuore werd zijn titeldiakonie. Even daarvoor had hij - om leeftijdsredenen - al ontslag genomen als secretaris van zijn congregatie.

## Bron
- (en) Bijdrage over Zerba op The Cardinals of the Holy Roman Church, met foto[dode link]

- Gemeinsame Normdatei: 1102563080
- International Standard Name Identifier: 0000 0001 1725 243X
- Nationale Bibliotheek van Tsjechië: xx0212281
- Nederlandse Thesaurus van Auteursnamen: 120462885
- Istituto Centrale per il Catalogo Unico: SBLV234795
- Système universitaire de documentation: 240436113
- Virtual International Authority File: 166409836
- WorldCat: E39PBJhhtrqx43h8f89WdThPwC